# 四川劉德華板鴨店
四川劉德華板鴨店，是一間賣四川板鴨的地道食肆，位於四川省成都市崇州市觀勝鎮，由一位近70歲的老伯伯「劉德華」創業，是中華老字號。毗鄰的板鴨店同行，皆以東主名字開店經營。

## 事件
2010年3月，香港艺人劉德華通过代理人亨泰環宇有限公司去信「正宗劉德華板鴨店」查询有关该店命名事宜，希望获知该店以“劉德華”名字賣板鴨的理據。此疑似名人侵權事件，成為香港報紙和網友討論話題。而四川劉老伯（東主）通过媒体表示收到“律師信”后感覺難受。因該店起名時遠在千里的香港劉德華還沒成名，後來，香港劉德華方面事後透過网络以及在访问中回應，去信举动只是作諮詢，并不涉及任何興訟。
2007年，中国大陆的相关统计表明，大陆地区共有1.6万人叫刘德华。

## 轶事
此事件亦成為2013年香港中學文憑試中國語文科試卷三聆聽理解考試的題材。透過錄音聲帶中兩位節目主持人的討論（名字改為「陳小軍」，身份改為武打巨星，板鴨店改為甜品屋），討論一個人的名字是否會影響其個人際遇。

## 外部參考
1. ↑  许青红. . 新浪网 来源：京华时报. 2010年5月6日  [2011-01-08]. （原始内容存档于2010-05-11） （简体中文）.
2. ↑  . 网易 来源: 法制晚报(北京). 2007-08-15  [2011-01-08]. （原始内容存档于2013-12-24） （简体中文）.